# Nanterre
Nanterre este un oraș în Franța, prefectura departamentului Hauts-de-Seine, în regiunea Île-de-France, la vest de Paris. Nanterre este înfrățit cu orașul Craiova din România.
1. ↑  répertoire géographique des communes, accesat în 26 octombrie 2015
2. ↑  dataset of postal codes in France, 1 octombrie 2018